# 3052 Herzen
3052 Herzen (1976 YJ3) là một tiểu hành tinh vành đai chính được phát hiện ngày 16 tháng 12 năm 1976 bởi Chernykh, L. ở Nauchnyj.